# Wahlenbergia doleritica
Wahlenbergia doleritica là loài thực vật có hoa trong họ Hoa chuông. Loài này được Hilliard & B.L.Burtt miêu tả khoa học đầu tiên năm 1986.